# Sortosa pectinifera
Sortosa pectinifera is een schietmot uit de familie Philopotamidae. De soort komt voor in het Neotropisch gebied.